# Henri Julius
Henri Julius (* 1958) ist ein deutscher Professor. 

## Werdegang
Er hat zunächst an der Carl v. Ossietzky Universität Oldenburg für das Lehramt an Sonderschulen studiert. Danach folgte 1986/87 ein Psychologie-Studium an der Universität Trier. Dieses Studium schloss er mit der Promotion im Fach Psychologie an der Universität Potsdam ab; Titel der Dissertation war: Die Folgen sexuellen Missbrauchs an Jungen: Eine qualitative und quantitative Analyse des Forschungsstandes. Prädikat: summa cum laude.
2002 erlangte er die Lehrbefähigung für das Lehrgebiet Sonderpädagogik Thema seiner Habilitationsschrift: „Traumatisierte Kinder: Psychische Folgen und schulische Interventionsmöglichkeiten“.
Von 2002 bis 2004 war er Professor für Verhaltensgestörtenpädagogik am Institut für Sonderpädagogik an der Johann Wolfgang Goethe-Universität Frankfurt am Main und seit 2004 ist er Professor für Allgemeine Sonderpädagogik mit dem Schwerpunkt Verhaltensgestörtenpädagogik an der Universität Rostock.